# Bulgan (provins)
Bulgan (mongolsk: Булган, tr. Bulgan) er en af Mongoliets 21 provinser. Hovedstaden i provinsen hedder Bulgan